# Конкуренция сперматозоидов

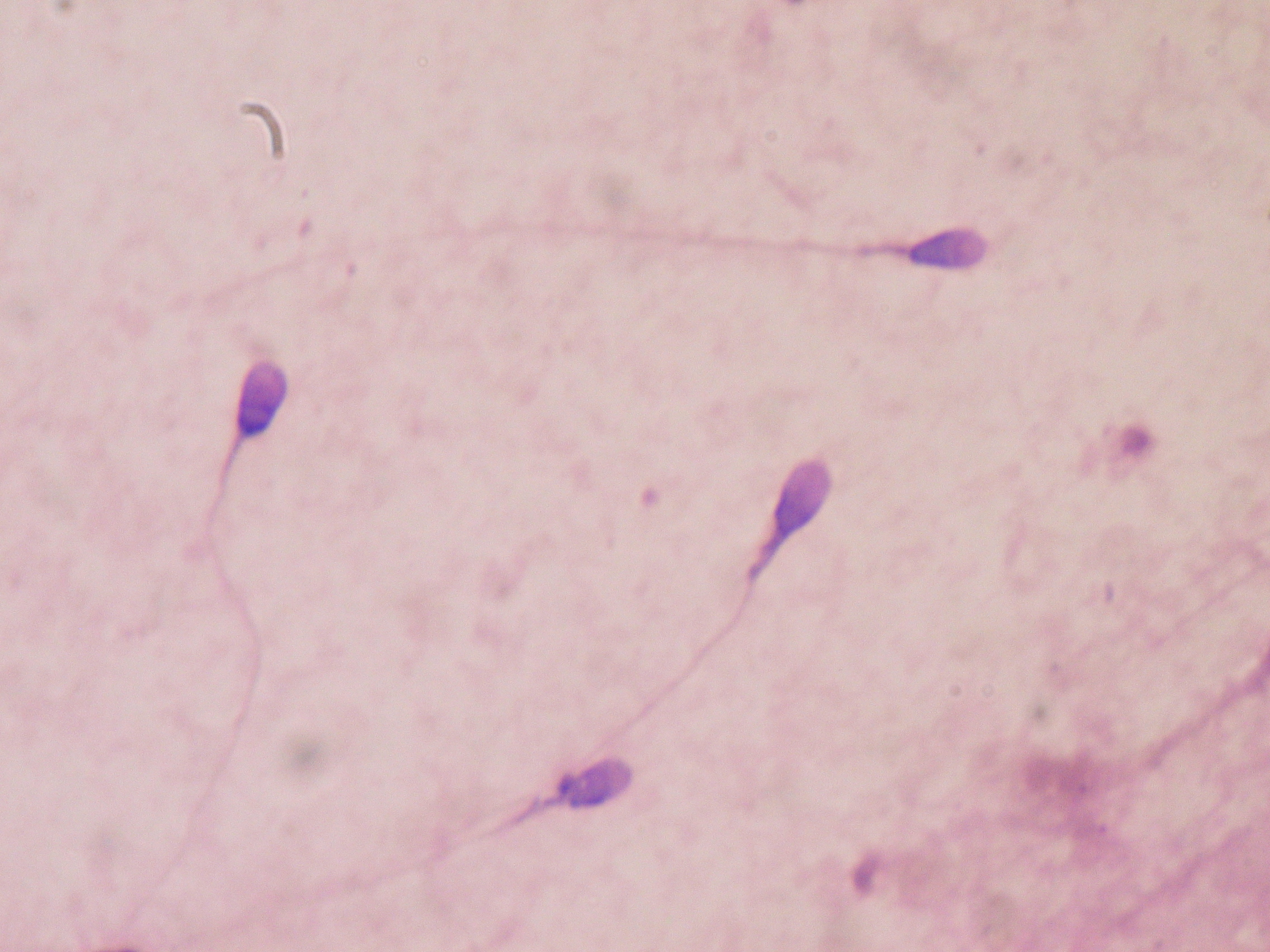
Окрашенная человеческая сперма

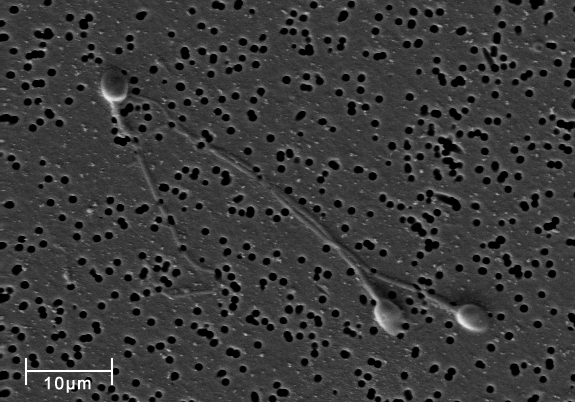
Сперматозоиды человека

Конкуренция сперматозоидов — соревновательный процесс между сперматозоидами двух или более разных самцов за оплодотворение одной и той же яйцеклетки во время полового размножения . Конкуренция может возникнуть, когда у самки есть несколько потенциальных партнеров для спаривания. Большой выбор и разнообразие партнеров увеличивает шанс самки произвести более жизнеспособное потомство. Однако наличие нескольких спариваний у самки означает, что у каждого самца снизились шансы произвести потомство. Конкуренция сперматозоидов — это эволюционное давление на самцов, которое привело к развитию адаптаций, повышающих шансы самцов на репродуктивный успех. Конкуренция сперматозоидов приводит к половому конфликту интересов между самцом и самкой. Для борьбы с конкуренцией сперматозоидов самцы развили несколько защитных тактик, среди которых: охрана партнера (англ. mate-guarding), сфрагис и высвобождение токсичных семенных веществ для уменьшения склонности самок к повторному спариванию. Наступательная тактика конкуренции сперматозоидов предполагает прямое вмешательство одного самца в репродуктивный успех другого самца, например, путем физического удаления спермы другого самца перед спариванием с самкой. Например, см. Gryllus bimaculatus.
Конкуренцую сперматозоидов часто сравнивают с розыгрышем билетов; у самца тем больше шансов на победу (то есть на «отцовское» потомство), чем больше у него билетов (то есть чем большим количеством спермы он оплодотворяет самку). Однако сперматозоиды не могут неограниченно производиться и поэтому предполагается, что самцы будут производить сперматозоиды такого размера и количества, которое максимизируют их успех в конкуренции сперматозоидов. Вырабатывая много сперматозоидов, самцы могут покупать больше «лотерейных билетов», и считается, что естественный отбор по большому количеству сперматозоидов внес свой вклад в развитие анизогамии с очень маленькими сперматозоидами (из-за энергетического баланса между размером и количеством сперматозоидов). В качестве альтернативы, самец может быстрее вырабатывать сперматозоиды, чтобы его сперма первой достигла и оплодотворила яйцеклетку самки. У самцов были зарегистрированы десятки адаптаций, которые помогли им добиться успеха в конкуренции сперматозоидов.

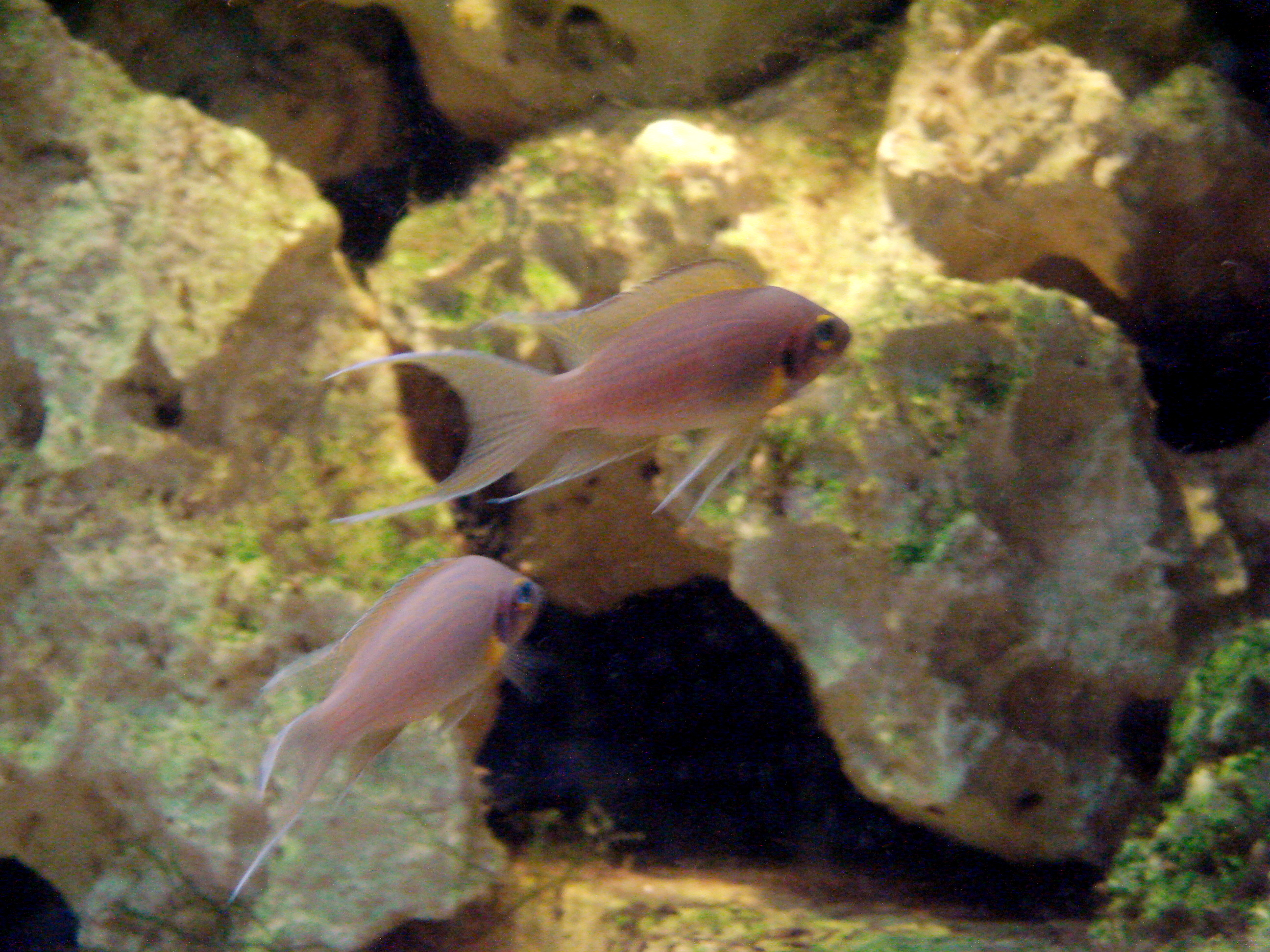
Неолампрологус (Neolamprologus pulcher)